# Ramsay Santé
Pour les articles homonymes, voir Ramsay.
Ramsay Santé est un groupe de cliniques privées dont le siège se trouve à Paris. Fondé en 1987 sous le nom de Générale de santé, le groupe a pris son nom actuel après son rachat par le groupe australien Ramsay Health Care (en) en 2014. Les actionnaires du groupe Ramsay Santé sont Ramsay Health Care (50,91%) et Predica (39,82%).

## Historique
La Générale de santé est créée en 1987 par la Compagnie générale des eaux.
Après avoir interrompu ses activités dans la biologie médicale en France et en Italie, puis celles dans les services à domicile, le groupe recentre ses activités autour de la Médecine - Chirurgie - Obstétrique (MCO) et les soins de suite et de réadaptation (SSR) en 2011.
Trois ans plus tard, Ramsay Health Care (via Ramsay Healthcare UK) et Crédit agricole assurances (via Predica) annoncent le rachat de Générale de Santé et la création du nouveau groupe, Ramsay Générale de Santé.
En décembre 2015, Ramsay Générale de Santé indique avoir pris le contrôle du groupe Hôpital Privé Métropole (HPM) à Lille .
En juillet 2017, Ramsay Générale de Santé acquiert l'Hôpital Privé de l'Est Lyonnais (Noalys).
L'année suivante, Ramsay Générale de Santé rachète le groupe d'hospitalisation privée suédois Capio AB qui possède 22 cliniques en France et est également présent au Danemark, en Suède, en Norvège et en Allemagne. L'objectif du groupe est de constituer « un leader pan-européen des services de soins et de santé privés ».
En octobre 2019, le groupe Ramsay Générale de Santé change de nom et devient Ramsay Santé[source insuffisante].

### Identité visuelle

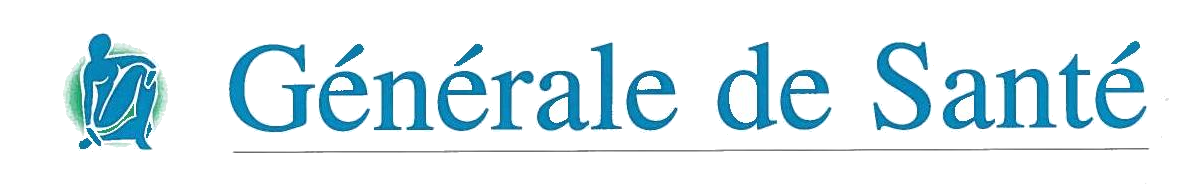
Logo Générale de Santé de 1987 à 2000
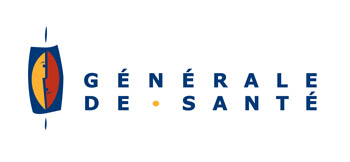
Logo Générale de Santé de 2001 à 2008
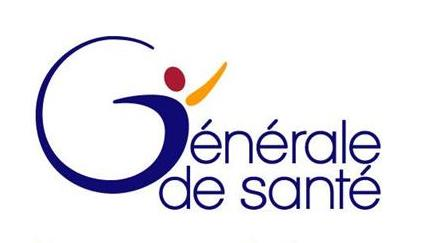
Logo Générale de Santé de 2009 à 2013
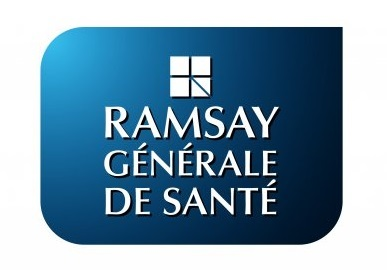
Logo Ramsay Générale de Santé de 2014 à 2016
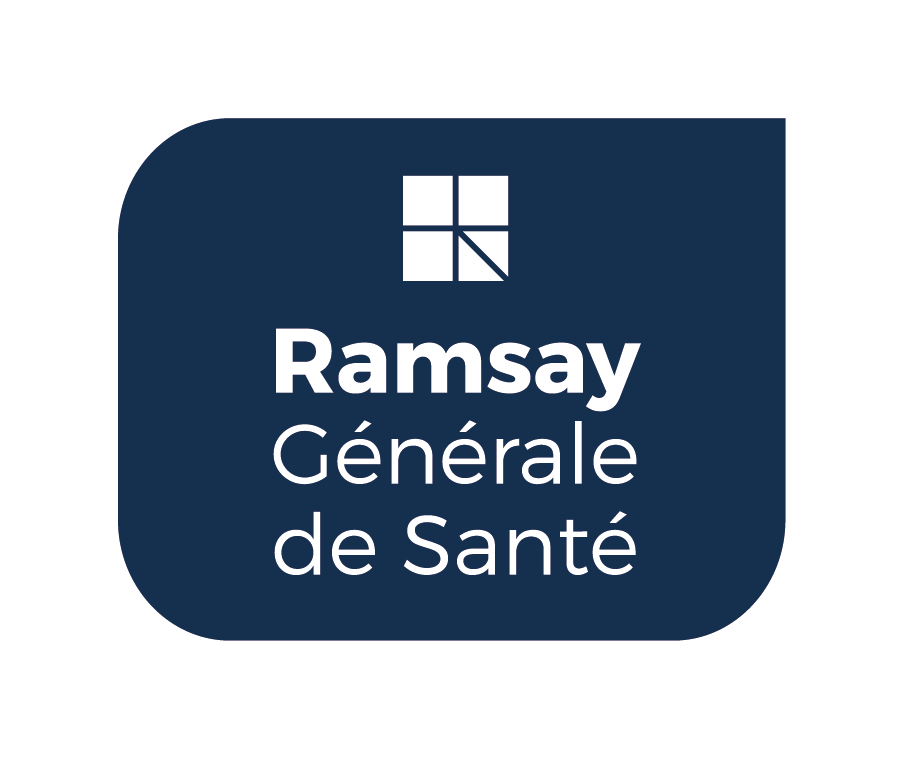
Logo Ramsay Générale de Santé de 2017 à 2018
Logo Ramsay Santé depuis 2019

## Controverses
Le 30 septembre 2020, l’hôpital du Creusot refuse de renouveler sa convention avec l'hôpital Sainte-Marie, détenu par Ramsay Santé, dénonçant « un chantage financier scandaleux et indécent ». Le groupe SOS Santé, dont dépend l'hôpital du Creusot, accuse Ramsay Santé de vouloir « ponctionner l’Hôtel-Dieu du Creusot pour faire exploser ses profits » en augmentant de 80 % le prix des préparations pour les chimiothérapies. De son côté, Ramsay Santé invoque le non-respect des règles édictées par l'INCa et « une explosion des coûts et notamment des matériels ».
En 2022, après un an de négociations (sans que les salariés de l’association non lucrative n’en aient été informés), Ramsay Santé renonce à acheter six centres de santé franciliens à la Croix-Rouge, deux centres parisiens et quatre dans les Hauts-de-Seine (Boulogne-Billancourt, Antony, Meudon, Villeneuve-la-Garenne). Le docteur Éric May, médecin généraliste au centre médical de santé de Malakoff et vice-président de l’Union syndicale des médecins de centres de santé (USMCS), s'interroge :  « Qu’un groupe privé lucratif s’intéresse à des centres de santé interroge. On s’attend à ce que les actionnaires demandent à gagner quelque chose. Géographiquement, les centres de santé de la Croix-Rouge sont proches des établissements que possède Ramsay Santé… ».

## Direction de l'entreprise

### Conseil d'administration
Le conseil d'administration est présidé par Craig McNally.

### Comité exécutif
Le comité exécutif du groupe est composé de douze personnes.
- Pascal Roché est le directeur général de Ramsay Santé.

- Jérôme Brice est le directeur général France de Ramsay Santé.